# Tomomi Mochizuki
Tomomi Mochizuki (jap. 望月 智充 Mochizuki Tomomi; ur. 31 grudnia 1958 w prefekturze Hokkaido) – japoński reżyser filmów anime.
Jako reżyser anime specjalizuje się w nurcie shōjo-muke-anime (filmy anime dla dziewcząt). Był reżyserem między innymi Kimagure Orange Road oraz pierwszego pełnometrażowego animowanego filmu telewizyjnego, wyprodukowanego przez Studio Ghibli – Szum morza (Umi ga kikoeru) z 1993 roku.